# Hyde Park Barracks

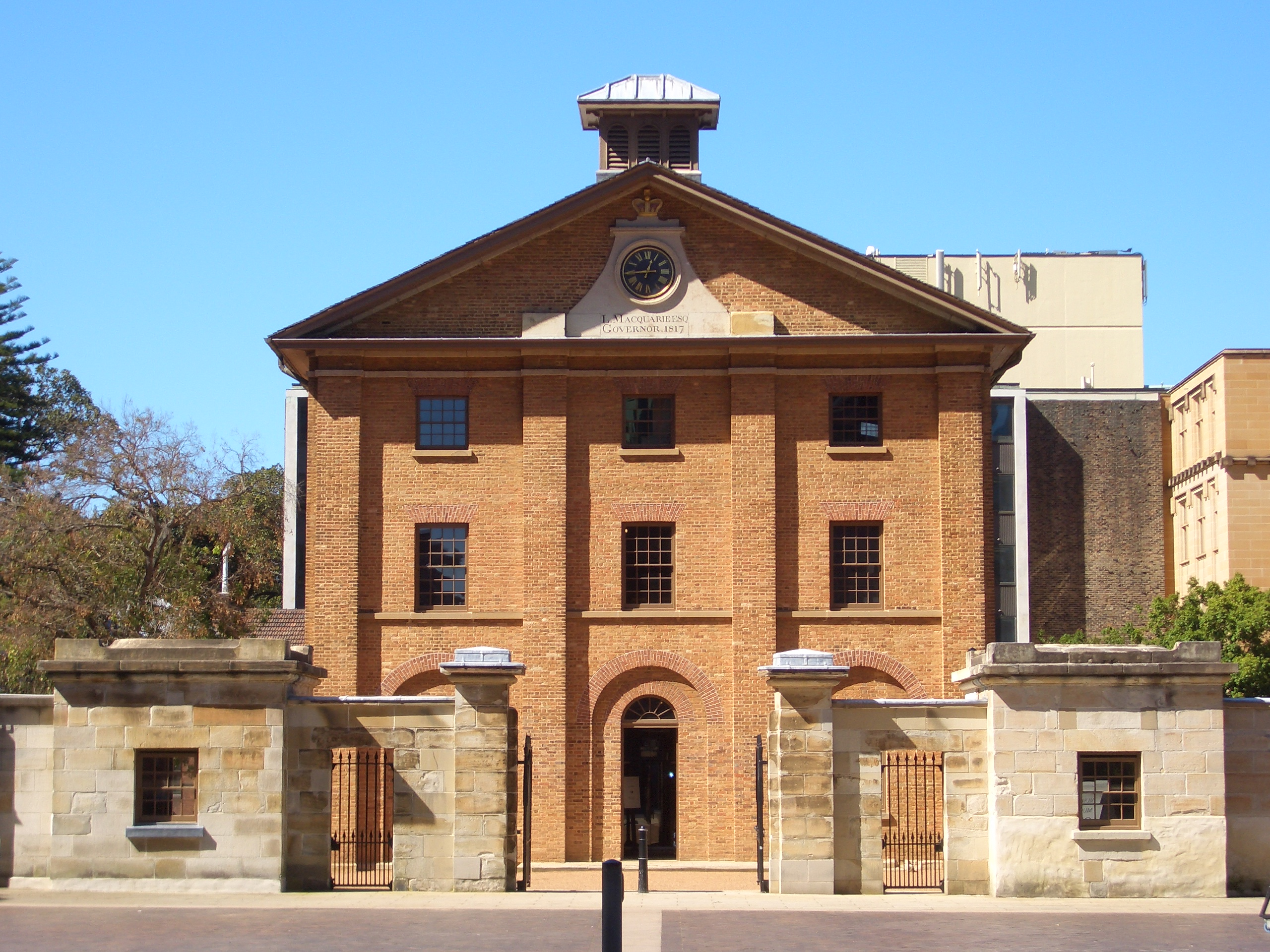
Hyde Park Barracks

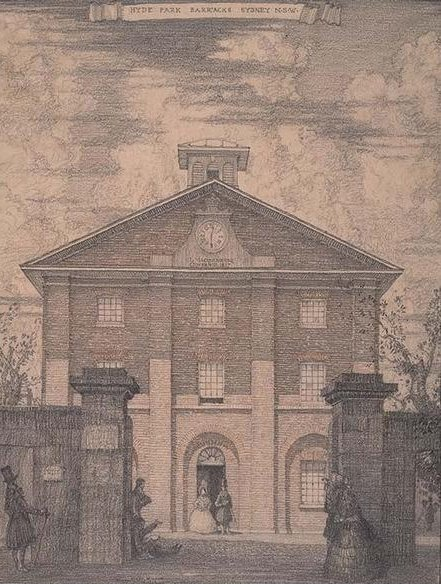
Hyde Park Barracks (1914)

Die Hyde Park Barracks in Sydney, Australien, ist ein Gebäude aus Ziegeln, das von dem Sträfling und Architekten Francis Greenway entworfen und von 1818 bis 1819 gebaut wurde. Das Gebäude in der Macquarie Street in der Innenstadt von Sydney, das in der Liste des UNESCO-Weltkulturerbes als Australian Convict Sites und in der Australian National Heritage List aufgenommen ist, war zur Unterkunft von männlichen Sträflingen vorgesehen. Heute wird es als Museum von der Historic Houses Trust of New South Wales betrieben.
Der Bau befindet sich in unmittelbarer Nähe zur historischen Münzprägeanstalt Sydney Mint und zum Hyde Park Sydneys.

## Geschichte
Gouverneur Lachlan Macquarie ordnete den Bau aus Ziegelmauerwerk an, in dem Sträflinge bis ins Jahr 1838 untergebracht wurden, die für die Kolonialregierung von New South Wales arbeiten mussten. Macquarie wich bei diesem Bau von der vorher praktizierten britischen Kolonialpolitik der Schaffung von Sträflingslagern ab, in denen strenge Disziplin und religiöse Erziehung praktiziert wurde und liberalisierte sie damit. Ab 1848 bis 1886 wurde es für junge Immigrantinnen genutzt, die nach Arbeit suchten und auf ihre Familien warteten. Von 1887 bis 1979 waren dort Gerichte und Regierungsbüros untergebracht.
1981 wurde der Bau restauriert und heute beherbergt es ein Museum über die Geschichte der Sträflinge. Im Juli 2010 wurde es in die Liste des UNESCO-Welterbes aufgenommen.
Das Museum kann täglich mit wenigen Ausnahmen an bestimmten Tagen besichtigt werden.

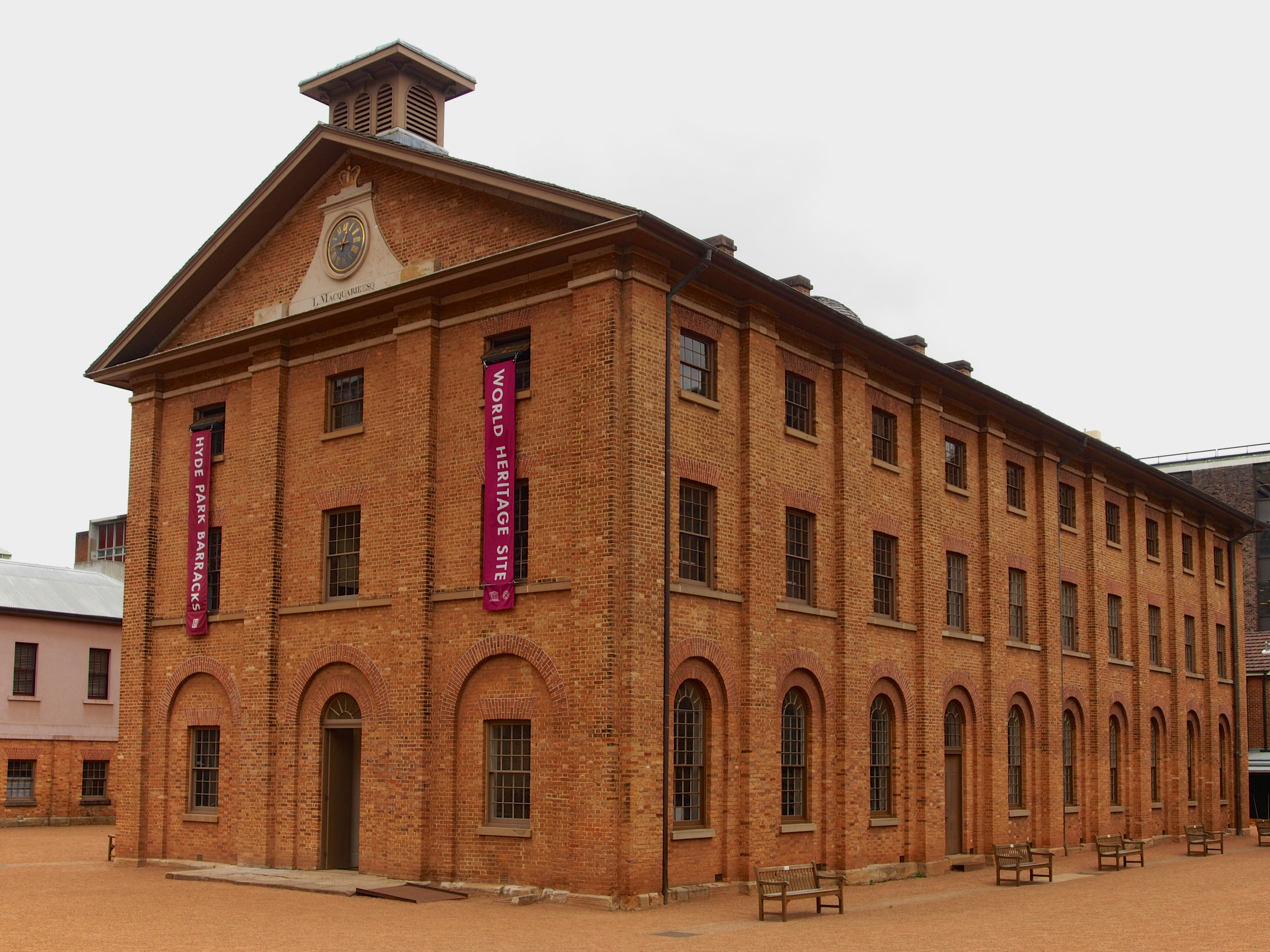
Hyde Park Barracks
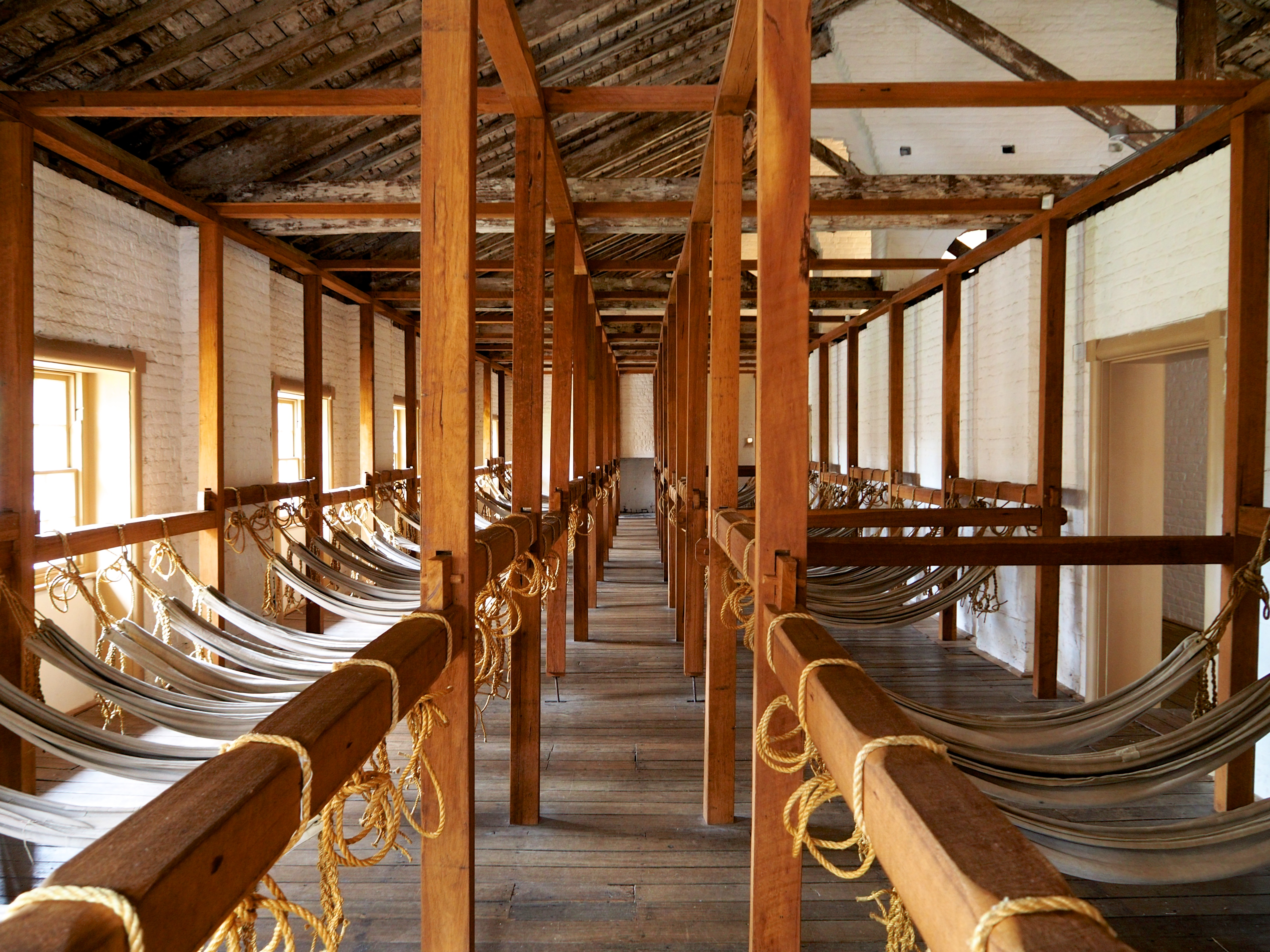
Innenansicht Schlafraum
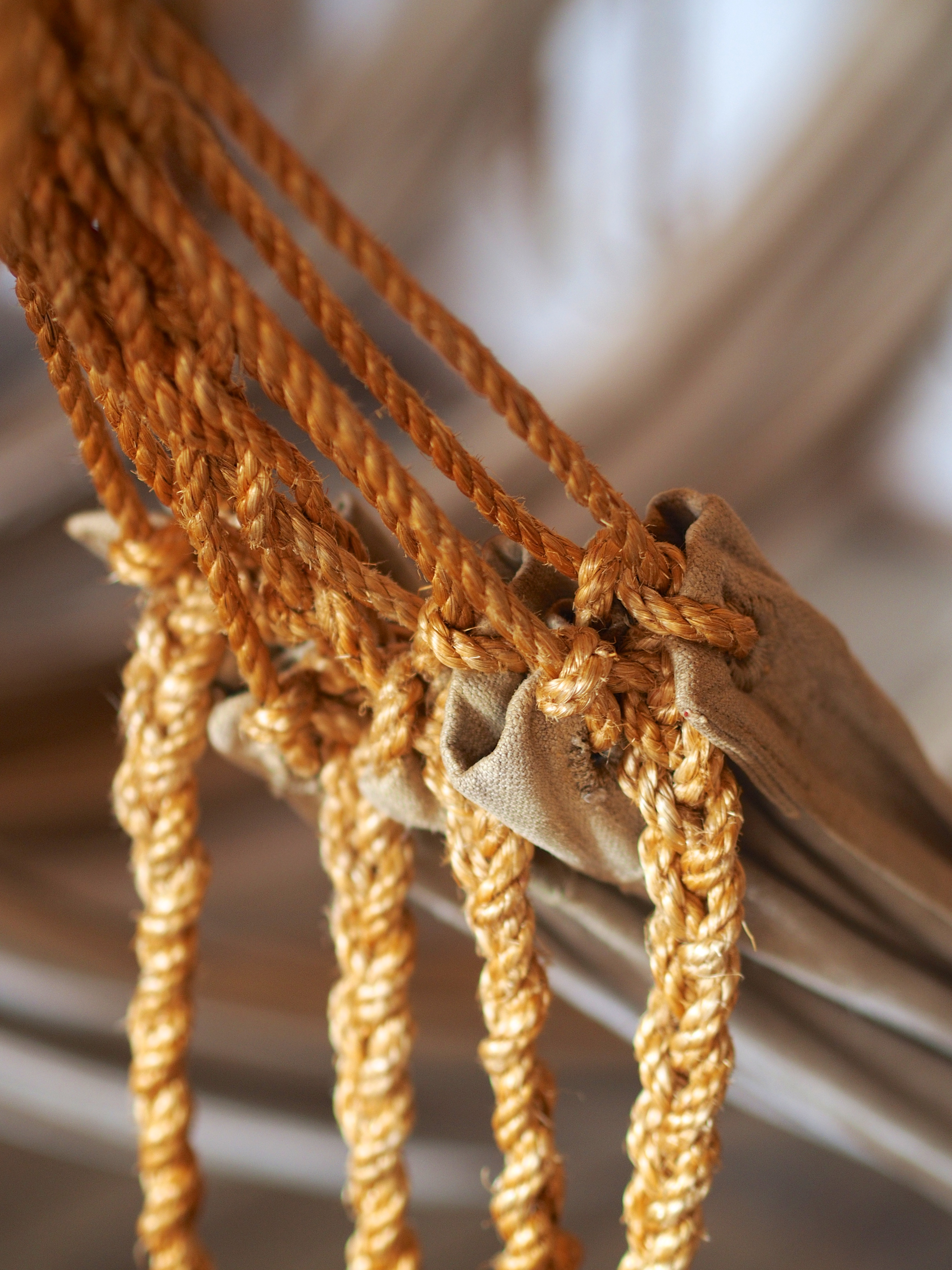
Detail der Hängematten